# Weteringschans 263
Weteringschans 263 te Amsterdam is een gebouw aan de Weteringschans in Amsterdam-Centrum.

## Geschiedenis

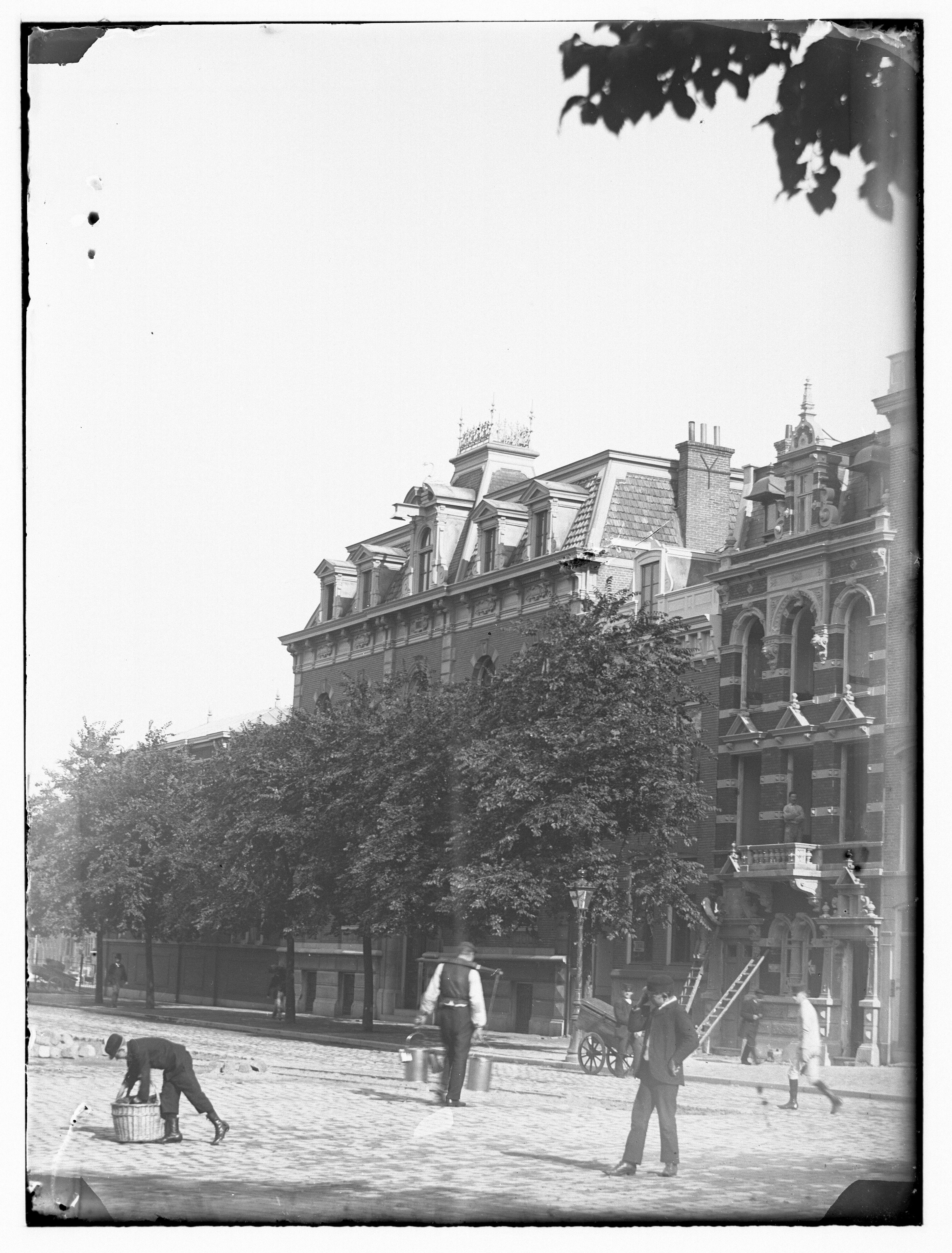
Van links naar rechts 259-261-263, Jacob Olie 1891

Het waren de tijdens dat dit gebied volstroomde met nieuwe gezinnen met kinderen. Even ten westen van deze school stonden al schoolgebouwen, waarvan het gebouw Reguliersgracht 111-115 een herinnering is. Tussen beide scholen stond een 1883 gebouwd weeshuis gebouwd op Weteringschans 261. Weteringschans 263 vulde de noordelijke gevelwand aan/in liggend tussen de uitgang Reguliersgracht en de zijstraat Huidekoperstraat, alwaar al sinds 1870 een strookbebouwing stond met een zijgevel aan de Weteringschans (latere nummering 265-267). Weteringschans 263 bleef aan dit stukje Weteringschans het enige gebouw zonder monumentstatus. (nrs 259 en 261 gemeentelijk monument; nrs 265-267 rijksmonumentl; gegevens 2024).  Hier werd in 1889 gebouwd aan een combinatie van scholen: een kleuterschool (Fröbelschool), een school voor lager onderwijs en een school voor uitgebreid lager onderwijs. Een van de eerste onderwijzeressen alhier was Johanna Wierts van Coehoorn-Stout, aanhangster van het leermodel van Fröbel. Deze nieuwe Wilhelmina Catharinaschool werd dus ingepast in bestaande bouw, zogenaamde postzegelarchitectuur. Architect Evert Breman was verantwoordelijk voor het ontwerp van een school met smalle ingangen en een langgerekt schoolgebouw met daaraan gekoppeld woningen voor onderwijzers. Daar waar het ene gebouw aan de Weteringschans een gebouw zonder opsmuk werd, kreeg het andere gebouw uitgebreide bouwkundige versieringen. De klassen mochten speelkwartier houden op een binnenterrein dat aansluit op dat van het weeshuis. Eerder was daar een brandspuitfabriek gevestigd, dat net als de school een achteruitgang had aan de Falckstraat. Op 1 mei 1890 gingen de scholen open.  Jacob Olie legde de drie gebouwen in 1891 vast.

## Verbouwing
Rond 1906 kreeg het gedeelte aan de Weteringschans een nieuw aanzicht. Opnieuw was er een gerenommeerd architect ingeschakeld: Karel de Bazel. Weg waren alle tierelantijnen, De Bazel kwam met de voor hem karakteristieke horizontale belijning in speklagen, lijsten, erker en ramen. Ook kreeg de school een plaquette met naam boven de ingang. In de jaren twintig vonden er opnieuw verbouwingen plaats (niet aan de gevel), omdat een van de klassen geschikt werd gemaakt voor Montessorionderwijs.   Het ging de school goed tot dat in 1950 er een strijd opgang kwam tussen school bestuur enerzijds en docenten en ouders anderzijds. Men wilde het Montessori-onderwijs verlaten om plaats te maken voor de ASVO-methode (Amsterdamse School voor Opvoeding en Onderwijs). Toen de keus richting dat laatste dreigde te gaan, verkocht het bestuur de gebouwen en het betekende het eind van de Wilhelmina Catharinaschool. Het ASVO kreeg wel voet aan de grond, maar dan aan het even verderop liggende Frederiksplein. In de gebouwen aan de Weteringschans en Falckstraat kwamen in de loop der jaren appartementen.

## Bijzonderheden

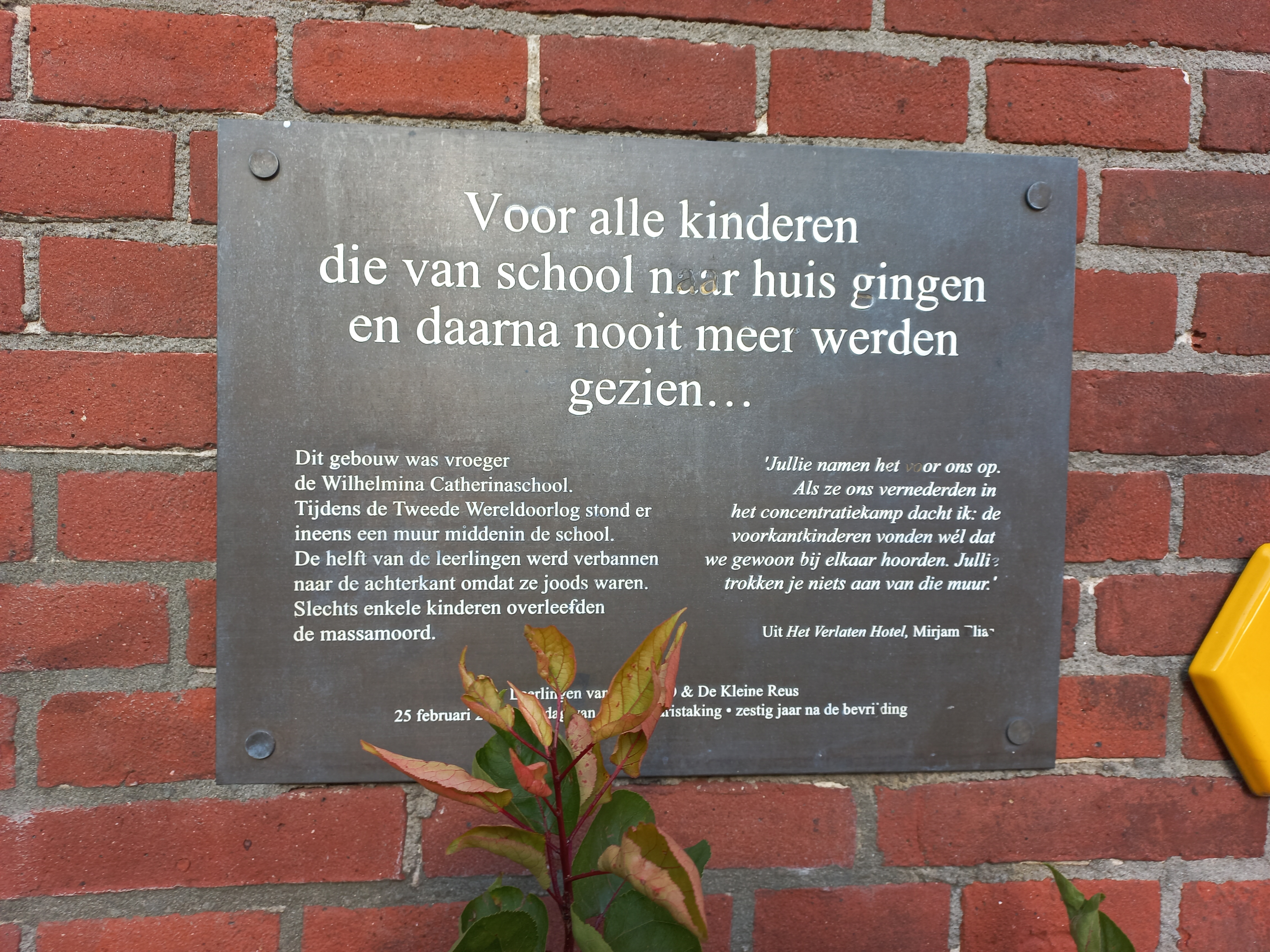
Plaquette (oktober 2024)

Het gebouw heeft dus zoals genoemd geen monumentenstatus. Toch is het schoolgebouw, juist vanwege die school en architect De Bazel , interessant gebleven. De school hanteerde allerlei leermethoden (Fröbel, Montessori en dreigend ASVO), maar kende een donkere periode tijdens de Jodenvervolgingen tijdens de Duitse bezetting tijdens Tweede Wereldoorlog. De klassen moesten toen gesplitst worden, Joodse kinderen mochten alleen nog onderwijs ontvangen van Joodse leraren en geen contact meer hebben met andere levenshoudingen; er werd een muur tussen beide opgetrokken. De Joodse klassen werden door de deportatie snel minder bezet en werden bij gebrek aan leerlingen rond 1943 opgeheven. Een plaquette in de gevel van de Weteringschans herinnert aan deze periode. In 2024 werd er door kunstenaar Merijn Bolink een artistiek kunstwerk geplaatst op de Speelplaats Falckstraat, die naar die geschiedenis verwijst. Gevelsilhouetten van beide ingangen zijn daarin verwerkt.
Het gebouw is in de jaren negentig gekraakt geweest en werd rond 1997 opnieuw grondig verbouwd tot appartementen. Bij die verbouwing kwam het embleem van de school naar voren en later werd ook een “eerste steen” gevonden.